# Basílica de la cabecera del Puerto de Fornells
La Basílica de la cabecera del Puerto de Fornells, en catalán Basílica des cap des Port de Fornells o también Basílica de Molinet del Cap des Port de Fornells, es un yacimiento arqueológico que corresponde a un conjunto, posiblemente monástico, de construcciones y entierros paleocristianos ubicado en el  Puerto de Fornells (Mercadal). Fue descubierto el 1958 y excavado a partir de 1975. Su datación va desde el siglo V al VII y durante este periodo fue objeto de profundas transformaciones. En muchos aspectos se trata de un conjunto singular dentro de las edificaciones religiosas de la época en Menorca. El recinto basilical es un cuadrado de 26 metros de lado y consta de cripta en forma de cruz griega y pinturas murales. En cambio no tiene mosaicos y la ubicación del aula bautismal no es la habitual.

## Cartografía
Hoja n.º 618 de la serie MTN50 del Insitituto Geográfico Nacional. (Descarga gratuita en formato digital en Centro de descargas del Centro Nacional de Información Geográfica)
«Centro de descargas del Centro Nacional de Información Geográfica» (en español, inglés y francés).